# Parastivalius brassi
Parastivalius brassi är en loppart som beskrevs av Holland 1969. Parastivalius brassi ingår i släktet Parastivalius och familjen Stivaliidae. Inga underarter finns listade i Catalogue of Life.